# Bruce Grannec
Pour les articles homonymes, voir Grannec.
Bruce Grannec, né le 26 décembre 1986 à Arpajon (Essonne), aussi connu sous le surnom de « The Machine » ou « SPANK », est un joueur professionnel français de jeux vidéo de football. 
Il a la particularité de ne jamais montrer ses émotions lors de ses matchs, à la manière d’un joueur de poker, ce qui lui vaut le surnom de « The Machine ». Considéré comme un des plus grands joueurs de jeux vidéo de tous les temps, il est le seul à ce jour à avoir remporté un titre de champion du monde sur Pro Evolution Soccer (PES) ainsi que trois sur FIFA Football.

## Biographie

### Débuts sur Pro Evolution Soccer
Poussé par ses amis qui voyaient en lui un fort potentiel, Bruce Grannec se lance dans ses premiers tournois professionnels en 2005. Il participe notamment à la coupe de France sur Pro Evolution Soccer 4. Dès l’année suivante, en 2006, il remporte de nombreux titres majeurs sur Pro Evolution Soccer 5 dont le titre de champion du monde à l’ESWC qui se tenait à Paris Bercy. 
L’année suivante, il manque de peu le doublé historique puisqu’il s’incline en finale de l’ESWC 2007 contre l’allemand Sven « Butcher » Wehmeier.
Son titre de champion d’Indonésie en 2008 sur PES 7 est aujourd’hui sa dernière victoire majeure sur le jeu vidéo PES. Dès l'âge de 12 ans, il réussit également à glaner la victoire au tournoi ISS 98 de Dourdan.

### Période FIFA Football
En 2009, Bruce Grannec tourne définitivement la page PES pour celle du jeu vidéo de football rival, FIFA. Bien que les deux jeux soient différents, Bruce Grannec démontre qu’il sait s’adapter très vite puisque, la même année, il est sacré champion de France puis champion du monde à la FIWC 2009 qui a lieu à Barcelone. Cela lui permet de remporter un chèque de 20 000 dollars, une voiture ainsi qu’une invitation au Gala de Joueur Mondial de la FIFA 2010.
Il tente de défendre son titre l’année suivante encore une fois à Barcelone mais s’incline en demi-finale face au futur vainqueur de l’épreuve, l’américain Nenad Stojkovic. Bruce Grannec remporte toutefois la petite finale, ce qui lui permet de monter sur la troisième marche du podium et de repartir avec un chèque de 1 000 dollars.
Le 15 avril 2012, il devient champion de France FIWC FIFA 12 à Paris, Porte de Versailles en éliminant en finale son adversaire français Johann Simon sur le score de 1-0. Ce titre lui donne le droit de s’envoler pour Dubaï du 21 au 23 mai 2012 afin de disputer la troisième phase finale de FIWC de sa carrière.
Lors de l’édition 2012 de la FIWC à Dubaï, Bruce Grannec tient son rang et finit premier de sa poule. Il élimine ensuite en quart de finale le champion du monde en titre, le portugais Francisco Cruz, avant de remporter la demi-finale sur le score de 2 à 0 face à l’américain Giuseppe Guastella. La finale face au joueur espagnol Alfonso Ramos est un match très fermé qui se solde par un nul 0-0 à l’issue de la prolongation. Bruce Grannec s’incline finalement lors de la séance de tirs au but. Il devient néanmoins vice champion du monde sur FIFA 12.
Quelques mois plus tard à Paris, lors de la coupe du monde ESWC sur le jeu FIFA 13, il devient champion du monde en dominant en finale le roumain Ovidiu « Ovvy » Patrascu après une séance de tirs au but très disputée.
Bruce Grannec se qualifie, une nouvelle fois, pour la finale de la FIWC qui se déroule à Madrid du 4 au 8 mai 2013 lors de la confrontation territoriale France le 12 février 2012. Il bat en finale de la qualification française Sofiane Oubellouche sur le score sans appel de 6 à 1.
Lors de la FIWC 2013, Bruce Grannec a essuyé quelques défaites surprises et ses mauvais résultats enregistrés lors la première journée l'ont obligé à remporter ses trois confrontations suivantes en soignant sa différence de buts pour conserver un espoir de qualification. Bruce Grannec dit « La Machine » a tenu son engagement : trois victoires en trois matches, neuf buts marqués et aucun encaissé lors de la deuxième journée lui ont permis de se hisser jusqu'en quarts de finale. 
Aux commandes de son Real Madrid, le finaliste malheureux de l'édition 2012 s'est défait d'August Rosenmeier (1:0), d'Abdulaziz Alshehri (4:2 aux tirs au but) et d'Andrei Torres Vivero (1:0) pour devenir le deuxième double champion FIWC après Alfonso Ramos. Il a reçu son chèque de 20 000 dollars et son invitation pour deux personnes au Gala FIFA Ballon d'Or.    
En quatre participations à la FIWC, il parvient donc à monter à chaque fois sur l’une des trois marches du podium. Il est, en 2015, le joueur le plus titré au monde sur les jeux de foot virtuels .

### Fin de carrière
Le 12 juillet 2015, Bruce Grannec met fin à sa carrière de joueur professionnel. Avec un palmarès de 118 victoires en tournois, quatre titres de champion du monde et deux titres de vice-champion du monde, il reste à ce jour le joueur le plus titré de l’histoire de FIFA.

### Vidéos YouTube
En 2012, Bruce Grannec ouvre une chaîne YouTube : il poste des vidéos sur FIFA avec son sparring partner, Brak. Il commence par des carrières manager avec le FC Nantes et le Real Madrid, cette année-là[source secondaire souhaitée]. Puis il sort un documentaire sur sa carrière de joueur FIFA[source secondaire souhaitée]. Par la suite, Brak dispute un premier match à la manette (ce dernier ne jouant pas lors des premiers mois)[source secondaire souhaitée] et joue sur pratiquement toutes les vidéos. L'année suivante, sur FIFA 14, ils arrêtent de jouer en mode carrière et créent des séries de jeux comme le « Pas touche » ou, plus tard, le « Game Over »[source secondaire souhaitée]. De nouvelles vidéos font leurs apparitions, ils font des vidéos sur FUT et, l'année suivante, créent le « Joga Bonito » et le « Tueur à gages » .

### Chaîne Twitch
Bruce Grannec ouvre sa chaîne Twitch « BruceGrannec » vers l'été 2015, il y diffuse du gaming, particulièrement sur FIFA, mais il parle aussi de matchs de différentes compétitions et tournois.

### Commentateur FIFA
Depuis sa fin de carrière, Bruce Grannec a déjà commenté de nombreuses compétitions avec son sparring partner Brak . Il commente souvent l'ESWC, a commenté l'E-Football League 2016, quelques GFinity's, la Orange E-Ligue 1 et la majeure partie des tournois FIFA du niveau professionnel.

## Palmarès
- 2006 : 
  - Champion du monde ESWC PES 6 (PES)
  - Vainqueur de la Caraibbean Cup (PES)
  - Troisième à l’IEST China (PES)
- 2007 : 
  - Vice champion du monde ESWC PES 7 (PES)
  - Vainqueur de la Caraibbean Cup (PES)
  - Vainqueur de l’IEST China (PES)
- 2008 :
  - Champion d’Indonésie à l’ESWC Indonesia (PES) 2009
  - Champion du monde FIWC FIFA 09 (FIFA)
- 2010 :
  - Troisième à la FIWC FIFA10
- 2012 :
  - Vice champion du monde FIWC FIFA 12
  - Vainqueur de la Carrefour Cup FIFA 12
  - Champion du monde FIFA 13 ESWC
- 2013 :
  - Champion du monde FIWC FIFA 13
- 2014 :
  - Champion de France FIFA 14

## Publications
- Bang Bang Management, Comment devenir champion du monde FIFA 13, Paris, Bang Bang Management, 2013, 140 p.
- Bang Bang Management, Devenez champion du monde FIFA 14, Paris, Bang Bang Management, 2013

## Eleven All Stars
En 2022, Bruce Grannec participe à l'Eleven All Stars, un match de football entre streameurs français et espagnols, organisé par AmineMaTue. Il marque le second but à la 76ème minute pour l’Équipe de France.